# Uebigau-Wahrenbrück
Uebigau-Wahrenbrück è una città del Brandeburgo, in Germania.

Appartiene al circondario dell'Elba-Elster.

## Geografia antropica

### Suddivisione amministrativa
Uebigau-Wahrenbrück è divisa in 21 zone (Ortsteil), corrispondenti ai centri abitati di Uebigau e Wahrenbrück, e a 19 frazioni:
- Bahnsdorf
- Beiersdorf
- Beutersitz
- Bomsdorf
- Bönitz
- Domsdorf
- Drasdo
- Kauxdorf
- Langennaundorf
- Marxdorf
- München
- Neudeck
- Prestewitz
- Rothstein
- Saxdorf
- Uebigau
- Wahrenbrück
- Wiederau
- Wildgrube
- Winkel
- Zinsdorf

## Società

### Evoluzione demografica
- Sviluppo della popolazione dal 1875 entro gli attuali confini (linea blu: popolazione; linea puntata: confronto dello sviluppo della popolazione dello Stato del Brandenburgo; sfondo grigio: ai tempi del governo nazista; sfondo rosso: al tempo del governo comunista)
- Sviluppo recente della popolazione (linea blu) e previsioni

| Anno | Abitanti |
| ---- | -------- |
| 1875 | 6 311    |
| 1890 | 6 667    |
| 1910 | 7 470    |
| 1925 | 8 253    |
| 1933 | 8 137    |
| 1939 | 8 206    |
| 1946 | 11 773   |
| 1950 | 11 524   |
| 1964 | 8 942    |
| 1971 | 8 743    |
| 1981 | 7 707    |

| Anno | Abitanti |
| ---- | -------- |
| 1985 | 7 556    |
| 1989 | 7 359    |
| 1990 | 7 264    |
| 1991 | 7 109    |
| 1992 | 7 066    |
| 1993 | 7 023    |
| 1994 | 7 027    |
| 1995 | 6 922    |
| 1996 | 6 948    |
| 1997 | 6 959    |

| Anno | Abitanti |
| ---- | -------- |
| 1998 | 6 913    |
| 1999 | 6 915    |
| 2000 | 6 845    |
| 2001 | 6 727    |
| 2002 | 6 624    |
| 2003 | 6 550    |
| 2004 | 6 521    |
| 2005 | 6 392    |
| 2006 | 6 259    |
| 2007 | 6 145    |

| Anno | Abitanti |
| ---- | -------- |
| 2008 | 6 007    |
| 2009 | 5 892    |
| 2010 | 5 769    |
| 2011 | 5 755    |
| 2012 | 5 717    |
| 2013 | 5 598    |
| 2014 | 5 532    |
| 2015 | 5 462    |
| 2016 | 5 324    |
| 2017 | 5 321    |

| Anno | Abitanti |
| ---- | -------- |
| 2018 | 5 245    |
| 2019 | 5 206    |
| 2020 | 5 233    |

Fonti dei dati sono nel dettaglio nelle Wikimedia Commons..

## Amministrazione

### Gemellaggi
Uebigau-Wahrenbrück è gemellata con:
- Bad Driburg
- Wadern
- Zawadzkie